# 야오베이나
야오베이나(중국어 간체자: 姚贝娜, 정체자: 姚貝娜, 병음: Yáo Bèinà, 한자음: 요패나, 1981년 9월 26일 ~ 2015년 1월 16일)는 벨라 야오(Bella Yao)라는 별칭으로 알려진 중국의 가수이자 송라이터이다.
야오베이나는 2005년에 초연한 뮤지컬 《황금 모래》(金沙)의 디바로 데뷔했다. 야오베이나는 같은 해에 중국음악학원을 졸업하고 전문 가수로서 중국 인민해방군 해군 정치부 가무단에 합류했다. 야오베이나는 2006년에 미국 워싱턴 D.C. 존 F. 케네디 센터에서 열린 쑹쭈잉의 단독 콘서트에서 보조 가수 가운데 한 사람으로 공연했다.
야오베이나는 2008년에 중국중앙텔레비전(CCTV)이 주최한 전국 청년 가수 경연 대회에서 역사상 처음으로 100점 만점을 기록하면서 우승을 차지했다. 또한 2008년 베이징 하계 올림픽 폐막식에서 뮤지컬 배우로 출연했다. 2009년에는 가무단 탈퇴 이후에 처음으로 출시된 음반 《너무 늦었다》(來不及)가 발매되었다.
야오베이나는 《후궁견환전》, 《화피 2》, 《일구사이》를 비롯한 영화, 텔레비전 드라마에서 사운드트랙과 주제가를 담당한 가수로 가장 잘 알려져 있다. 2013년에는 《중국호성음》 시즌 2에 출연하여 큰 인기를 얻었다. 또한 디즈니 애니메이션 영화 《겨울왕국》의 노래 《Let It Go》의 중국어 버전을 녹음하기도 했다. 2011년부터 유방암 투병 생활을 해 오다가 2015년에 향년 33세를 일기로 사망했다.

## 생애 초반
야오베이나는 1981년 9월 26일에 중국 후베이성 우한시에서 음악가 가문의 딸로 태어났다. 그의 아버지인 야오펑(姚峰)은 우한 음악 학원의 객원 교수이자 선전 음악 협회 회장을 역임했다. 그의 어머니인 리신민(李信敏)은 후베이성 가무단 소속 가수로 활동했다.
4세 시절에 야오베이나는 부모의 지도 아래 피아노를 배우기 시작했다. 야오베이나의 아버지의 증언에 따르면 야오베이나는 6세 시절에 피아노 건반의 음을 정확하게 듣고 말할 수 있었다고 한다. 야오베이나는 9세 시절에 지역 텔레비전 채널에서 처음으로 노래를 불렀고 그 이후로는 어린 시절부터 청소년기에 걸쳐 각종 공연과 노래 자랑에 가끔 출연했다.
야오베이나는 1993년부터 1997년까지 우한 제45중학에 재학하면서 장래에 가수가 되기로 결심했다. 1997년에는 우한 음악 대학 부속 고급중학에서 대중음악 전공자들 가운데 최고 득점자로 입학했는데 그의 아버지인 야오펑은 우한 음악 대학 성악과 부학장이었다. 야오베이나는 그때부터 체계적으로 음악을 배우기 시작했다. 1998년에 그의 아버지가 광둥성 선전시로 직장을 옮기고 대중음악 전공이 중단되면서 야오베이나는 펑자후이(馮家慧) 교수 밑에서 포크 음악을 전공하게 된다.
2000년에 고급중학을 졸업한 야오베이나는 중국음악학원 성악과 오페라부에 입학하여 반에서 가장 높은 점수를 받았다. 야오베이나는 퉁화(董華), 마추화(馬秋華) 교수 밑에서 민속 음악을 전공했다.

## 경력
야오베이나는 2005년에 중국음악학원을 졸업하고 4년 동안 중국 인민해방군 해군 정치부 가무단에서 활동했다. 야오베이나는 2008년에 중국중앙텔레비전(CCTV)이 주최한 제13회 전국 청년 가수 경연 대회에서 역사상 처음으로 100점 만점을 기록하여 우승을 차지하면서 두각을 나타냈다. 또한 2008년 베이징 하계 올림픽 폐막식 무대에 서는 영예를 안았다.
야오베이나는 2009년에 가무단을 떠나 웨차오인상(樂巢音尙)이라는 레이블과 계약을 맺었다. 야오베이나는 2010년에 선전에서 첫 콘서트를 가졌고 같은 해에 자신의 이름을 딴 1번째 음반인 《야오베이나》(姚貝娜)를 발매했다. 그가 작곡한 노래들은 대부분 높은 평가를 받았다. 야오베이나는 가수인 류환에게 감명을 주었고 텔레비전 드라마 《후궁견환전》의 주제가인 〈홍안겁〉(紅顔劫)을 부를 기회를 얻었다.
야오베이나는 2012년에 텔레비전 드라마 《후궁견환전》이 인기를 끌면서 대중에게 잘 알려지게 되었다. 야오베이나는 같은 해에 펑샤오강 감독의 초청으로 영화 《일구사이》의 주제가인 〈생명의 강〉(生命的河)을 불렀다. 야오베이나는 중국에서 가장 높은 수익을 올린 국내 영화인 영화 《화피 2》의 주제가인 《그림 속의 사랑》(畵情)을 불렀다. 야오베이나는 2012년까지 60편에 달하는 텔레비전 드라마와 영화를 위한 노래를 만들었고 2007년, 2010년에는 《중국중앙텔레비전 춘제 연환만회》에서 공연을 가졌다.
야오베이나는 2013년에 제15회 전국 청년 가수 경연 대회의 최연소 심사위원으로 복귀했다. 야오베이나는 같은 해에 새 음반 《2분의 1의 나》(二分之一的我)를 발매했다. 특히 이 음반에 수록된 모든 노래들이 바이두 뮤직 차트에서 1위를 차지하면서 야오베이나는 바이두 뮤직에서 만도팝 여자 가수 1위에 오르는 영예를 안았다. 음반의 판매량과 평판에 따르면 야오베이나는 뮤직라디오 차이나 TOP 차트 어워드(MusicRadio China TOP Charts Awards)에서 "최고의 여자 보컬 가수"라는 타이틀을 얻었다. 야오베이나는 2014년에 방영된 중국중앙텔레비전 춘제 연환만회에서 〈천요중화〉(天曜中華)를 부르면서 팝 음악 솔로 보컬 가수로는 처음으로 피날레 공연을 가졌다.
야오베이나는 《후궁견환전》, 《화피 2》, 《일구사이》의 주제가를 부르면서 명성을 쌓았다. 야오베이나는 디즈니 애니메이션 영화 《겨울왕국》의 노래 《Let It Go》의 중국어 버전을 녹음한 가수가 되었다. 야오베이나는 2013년에 방영된 텔레비전 음악 경연 프로그램인 《중국호성음》 시즌 2에 출연했다. 야오베이나의 연기는 인터넷 센세이션을 일으켜 바이두와 시나 웨이보에서 인터넷 검색 1위 팝스타로 거의 하룻밤 사이에 인기를 끌었다.

## 투병 생활과 죽음
야오베이나는 2011년 5월에 유방암 진단을 받았다. 야오베이나는 2013년 9월에 유방암에 대한 인식을 높이는 것을 목표로 하는 중국 핑크 리본 캠페인의 이미지 대사로 초청되었다. 야오베이나는 유방암 생존자로서 그 자리에 가장 적합한 후보자로 여겨졌다. 야오베이나는 같은 해 12월에 야오베이나는 자신이 30세 시절이던 2011년에 유방암 진단을 받았을 때의 투병 생활과 고통을 묘사한 노래인 〈마음의 불〉(心火)을 발표했다. 야오베이나는 이 노래에서 "한밤중에 울지 않으면 운명에 대해 말할 자격이 없어. 이유는 묻지 마. 난 악마와 여러 번 싸웠으니까."라는 가사를 썼다.
야오베이나는 다행히도 살아남았지만 비용이 많이 들었다. 야오베이나는 유방절제술을 받았고 왼쪽 가슴을 제거했다. 야오베이나는 "만약 여러분이 현실을 직시하고 용감하게 암과 싸우고 물리친다면 그것은 현명한 선택입니다."라고 말했다. 야오베이나는 암 수술 이후에 8번의 화학 요법을 거쳤고 그 동안에 드라마 《후궁견환전》을 위한 노래를 녹음했다.
야오베이나는 자신의 이야기와 노래가 유방암을 앓고 있는 사람들에게 희망을 줄 수 있기를 원했는데 "자신의 노래로 사람들에게 힘을 주고 그들의 자신감을 높일 수 있기를 바랍니다."라고 말했다. 야오베이나는 자신의 개인적인 경험 때문에 신체적으로나 심리적으로 유방암 환자들이 겪는 두려움과 고통을 확실히 이해했다. 야오베이나는 회복 이후에 유방암 예방과 치료에 대한 인식을 높이기 위해 핑크 리본 캠페인에 참여했다.
이 캠페인의 전통적인 방식처럼 야오베이나는 여성들에게 자신의 몸을 돌보고 여성의 유방 건강에 대한 대중들의 인식을 높이기 위해 상의를 입지 않은 포스터를 만들어야 했다. 특히 상품화된 여성의 피부 이미지에 포화되었던 시대에 절단된 가슴을 가진 여성을 보는 것의 본능적인 충격은 성공적이지만 남성과 여성 모두에게 경각심을 높이는 데 있어 충격적인 방법임이 입증되었다. 비교적 보수적인 중국 사회에서 자란 야오베이나는 처음에는 긴장했지만 나중에 "피해자들에게 그렇게 함으로써 용기를 주는 것"에 대해 생각한 후에 긴장을 풀었다. 2013년 가을에 야오베이나의 포스터는 중국 전국에 게시되었다. 야오베이나는 이 포스터들을 통해 "유방암과의 싸움에서 이길 수 있다."라는 메시지를 전달했다.
야오베이나는 2013년 9월에 베이징에 위치한 암 병원을 방문하여 환자들을 면담했다. 또한 야오베이나는 베이징 암 재활 협회의 회원들과 이야기를 나누었다. 이러한 노력을 통해 야오베이나는 모든 사람들이 "암에 직면했을 때, 암을 이겨내는 것 외에 다른 선택이 없다."는 것을 알기를 원했다. 반면 야오베이나는 많은 유방암 환자들이 그들의 유방을 잃을지도 모른다고 두려워한다는 것을 이해했다. 야오베이나는 자신의 개인적인 경험으로 그들에게 유방암 수술이 암 그 자체보다 더 많은 피해를 일으키지 않을 것이라는 것을 보여주고 의사의 조언에 따라 적절한 치료법을 선택하도록 설득하는 데에 도움을 주려고 했다.
야오베이나는 2014년 12월 26일에 암이 재발하여 베이징 대학 선전 병원에 입원했는데 2015년 1월 15일에 상태가 악화되었다고 보고되었다. 야오베이나는 2015년 1월 16일에 광둥성 선전시에서 향년 33세를 일기로 나이로 사망했다. 야오베이나의 유언에 따라 그의 각막은 선전시와 량산 이족 자치주에 거주하던 2명의 환자에게 기증되었다. 2015년 1월 20일에는 야오베이나의 추도식이 거행되었다.

## 자선 활동과 사회 공헌
야오베이나는 중국 인민해방군 해군 정치부 가무단 사관후보생으로 근무하고 있던 2008년에 80,000명 이상이 목숨을 잃은 쓰촨성에서 일어난 지진 피해 지역을 구호하라는 명령을 받았다. 야오베이나와 그의 동료들은 재난 지역을 방문하여 생존자들과 인민해방군 병사들을 위한 공연을 가졌다. 야오베이나는 개인적으로 30,000 중국 위안(5,000 미국 달러)을 기부했는데 사병으로서의 연봉은 15,000 중국 위안(2,500 미국 달러) 미만으로 추정되었다. 나중에 공개된 그의 인터뷰에 따르면 야오베이나는 지진의 순간에 장기간의 우울증에 대처하고 있었고 죽음에 대한 끊임없는 생각을 가지고 있었다고 한다. 야오베이나는 2009년에 우울증으로 인해 사표를 내면서 가무단에서 탈퇴하게 된다.
야오베이나는 암 인식 활동 외에도 2014년에 "사랑의 대사"로서 아이들을 돌보기 위한 인식 제고 행사에 참석했다. 아마도 암 때문에 자신의 아이를 갖지 못한 것을 후회한 야오베이나는 한 인터뷰에서 "여러분의 모든 친구들이 심부름을 할 나이가 된 아이들을 가지고 있고 그들의 사진을 인터넷에 올리는 것을 보았을 때 이것은 여러분이 단지 약간의 자극을 느낄 수 있는 유일한 시간이었습니다."라고 밝혔다.
야오베이나는 2014년 말에 자신이 사망할 경우에 장기를 기증하기로 결정했다. 이 사실은 2015년에 공개되었지만 전이된 부위를 제외하고 멀쩡하게 남은 각막은 기증하기에 적합했다. 지금까지 그의 각막은 4명의 환자들이 시력을 회복하도록 도왔다. 야오베이나가 사망한 이후에 자발적으로 장기 기증 협약을 맺은 중국 국민들의 수가 한 달 사이에 2배가 되었다. 이는 2015년 첫 날부터 사형수의 장기 채취를 금지한다는 중국 정부의 발표와 맞물려 있다. 황제푸(黃潔夫) 중국 위생부 부부장은 텔레비전 인터뷰에서 "아마도 천국에서 야오베이나의 노래를 들을 수 있을 것입니다."라고 말했다.
야오베이나의 부모는 그가 죽은 이후에 인터넷에서 야오베이나의 개인 소지품을 경매에 부쳤다. 이 경매는 251만 중국 위안(약 40만 미국 달러)을 모았는데 야오베이나와 그의 아버지가 독특한 지역 민속 음악 스타일을 접목시킨 노래를 작곡하는 데에 영감을 얻은 신장 위구르 자치구의 한 고등학교에 기증되었다. 기부금은 학교를 개조하는 데 쓰이고 음악과 관련된 업적에 대한 장학금으로 쓰였다. 야오베이나의 아버지에 따르면 지역 아이들을 돕는 것은 야오베이나가 오랫동안 아버지와 공유해 온 소망이었다고 한다.

## 유산
2015년 4월 9일에 미국 항공 우주국(NASA)이 발표한 뉴스에 따르면 소행성 41981은 야오베이나의 이름을 따서 명명되었다고 한다. 이 소행성은 2000년에 홍콩의 아마추어 천문학자인 양광위(楊光宇) 홍콩 천문학회장이 발견했다. 국제 천문 연맹(IAU)은 이 소행성을 "야오베이나"(Yaobeina)라고 명명했는데 양광위는 야오베이나를 추모하기 위한 차원에서 해당 소행성을 명명할 것을 제안했다고 한다. 미국 항공 우주국은 공식 웹사이트에서 야오베이나를 "최고의 중국 팝 음악 공연으로 수많은 상을 수상한 재능 있고 용기 있는 중국의 가수였다. 야오베이나의 노래 가운데 하나인 〈마음의 불〉(心火)은 유방암과의 싸움을 주제로 하고 있다."고 설명했다.